# Jackson Hinkle
Jackson Hinkle, né le 15 septembre 1999, à San Clemente (Californie), est un influenceur et commentateur politique américain qui animait le talk-show politique nocturne The Dive with Jackson Hinkle sur YouTube de 2020 à 2023.
Hinkle est souvent mis en cause pour la diffusion de fausses informations en défense de la Russie, contre Israël et en défense des intérêts de l'ancien régime syrien de Bachar El-Assad,,. 
Le magazine L'Express le décrit comme un propagandiste apprécié de Moscou. Il est considéré comme une figure rouge-brune américaine. Il se réclame du MAGA Communism.

## Biographie
De 2014 à 2018, Jackson Hinkle étudie au lycée San Clemente (en).
En mars 2016, il fonde la Team Zissou Environmental Organization (dont le nom est dérivé de Steve Zissou, le protagoniste du film La Vie aquatique de Wes Anderson), une association écologiste qui fait des actions de lobbying et de bénévolat comme le nettoyage des plages du comté d'Orange.
De février à mai 2017, il travaille comme stagiaire à The Water Effect, un projet de The Ecology Center,,.
De juillet à décembre 2018, il travaille comme directeur de la jeunesse de la plateforme CHOOOSE, une entreprise de ClimateTech, basée à Oslo en Norvège.
Depuis juillet 2019, il travaille comme spécialiste du marketing chez Clif Bar & Company.

### Vie privée
En 2023, Hinkle est en couple avec Anna Linnikova, un mannequin russe qui a remporté Miss Russie 2022. Leur relation prend fin en décembre 2023.

## Idéologie
Il est un promoteur du « MAGA Communism », une idéologie trumpiste d'inspiration marxiste-léniniste. Il se positionne contre les « mondialistes » et fait le tour des journaux télévisés de droite américain,.
Il est décrit comme un promoteur de théories du complot.
Hinkle est considéré comme un propagandiste pro-russe et fait régulièrement la promotion de la politique étrangère russe. Il est considéré comme faisant partie du top 10 des influenceurs non-russes pro-Kremlin,. Il fait également la promotion du gouvernement de Bachar el-Assad en Syrie.
Hinkle adopte des positions propalestiniennes lors du conflit entre Israël et le Hamas en 2023, ce qui lui permet d'accroître considérablement son audience sur les médias sociaux,. Le nombre d'abonnés à son compte Twitter passe ainsi de 417 600 avant le conflit à plus de 2,5 millions en novembre 2023,. Cependant, une grande partie de ses abonnés serait factice,. 